# Braunmantelliest
Der Braunmantelliest (Tanysiptera danae) ist eine Eisvogel-Art, der zur Avifauna Neuguineas zählt und zur Gattung der Paradieseisvögel gehört. Die Bestandssituation dieser Art wird von der IUCN mit ungefährdet (least concern) eingestuft. Es werden keine Unterarten unterschieden.

## Merkmale
Der Braunmantelliest erreicht inklusive der verlängerten Steuerfedern eine Körperlänge von 28 bis 30 Zentimeter. Er ist damit einer der kleineren Arten unter den Paradieseisvögeln. Das Gewicht liegt zwischen 37 und 50 Gramm.
Er hat einen roten Schnabel. Kopf, Nacken und Flügel sind bräunlich, sein Rumpf ist hell-rötlich gefärbt. Seine langen Schwanzfedern – charakteristisch für einen Paradieseisvogel – sind bläulich.

## Vorkommen und Lebensraum
Das Habitat des Braunmantelliestes liegt in tiefgelegenen Waldgebieten im äußersten Osten von Neuguinea. Er besiedelt dort vor allem die Wälder von Vorgebirgen und kommt überwiegend in dichten Primärwäldern vor. Seine Höhenverbreitung reicht von 300 bis 1000 Höhenmetern. In seinem Verbreitungsgebiet kommt auch der Spatelliest vor. In der Regel ist der Braunmantelliest in höheren Lagen als der Spatelliest vertreten. In der Region um Popondetta, der Hauptstadt der Provinz Oro von Papua-Neuguinea im Südosten der Insel, kommen jedoch beide Arten in Höhenlagen von 150 Metern vor. Der Braunmantelliest ist hier sogar häufiger zu beobachten als der Spatelliest.

## Lebensweise
Seine Nahrung besteht hauptsächlich aus Insekten, die er am Boden fängt.

## Etymologie und Forschungsgeschichte
Richard Bowdler Sharpe publizierte den Braunmantelliest unter dem heutigen Namen Tanysiptera danae. Das Typusexemplar wurde von Charles Huntein in der Gegend um die Milne-Bucht in Papua-Neuguinea gesammelt. Schon 1825 führte Nicholas Aylward Vigors die Gattung Tanysiptera für den Paradiesglanzvogel (Galbula dea (Linnaeus, 1758)) ein. Dieser Name setzt sich aus den griechischen Worten »tany-, teinō τανυ, τεινω« für »lang, gestreckt« und »pteron πτερον« für »Feder« zusammen. Der Artname »danae« bezieht sich vermutlich auf »Danaë«, die Tochter des Akrisios und von Gold bedeckt war als Zeus durch seine Verwandlung in goldenen Regen Zugang über das Gefangnisdach bekam. Da es in der griechischen Mythologie auch noch andere Danaës gab und Shape keine genaue Erklärung zur Namensgebung lieferte, kann aber nicht ausgeschlossen werden, ob er nicht Danaë, die Tochter des Neoptolemos oder Danaë, Tochter der Leontion im Sinn hatte.

## Einzelbelege
1. 1 2   Handbook of the Birds of the World zum Braunmantelliest, aufgerufen am 22. Juni 2017
2. ↑   Beehler &. Pratt: Birds of New Guinea. S. 225.
3. ↑  Richard Bowdler Sharpe, S. 231.
4. ↑  Nicholas Aylward Vigors, S. 433.
5. ↑  James A. Jobling, S. 379.
6. ↑  James A. Jobling, S. 130.